# 螺鈿織り

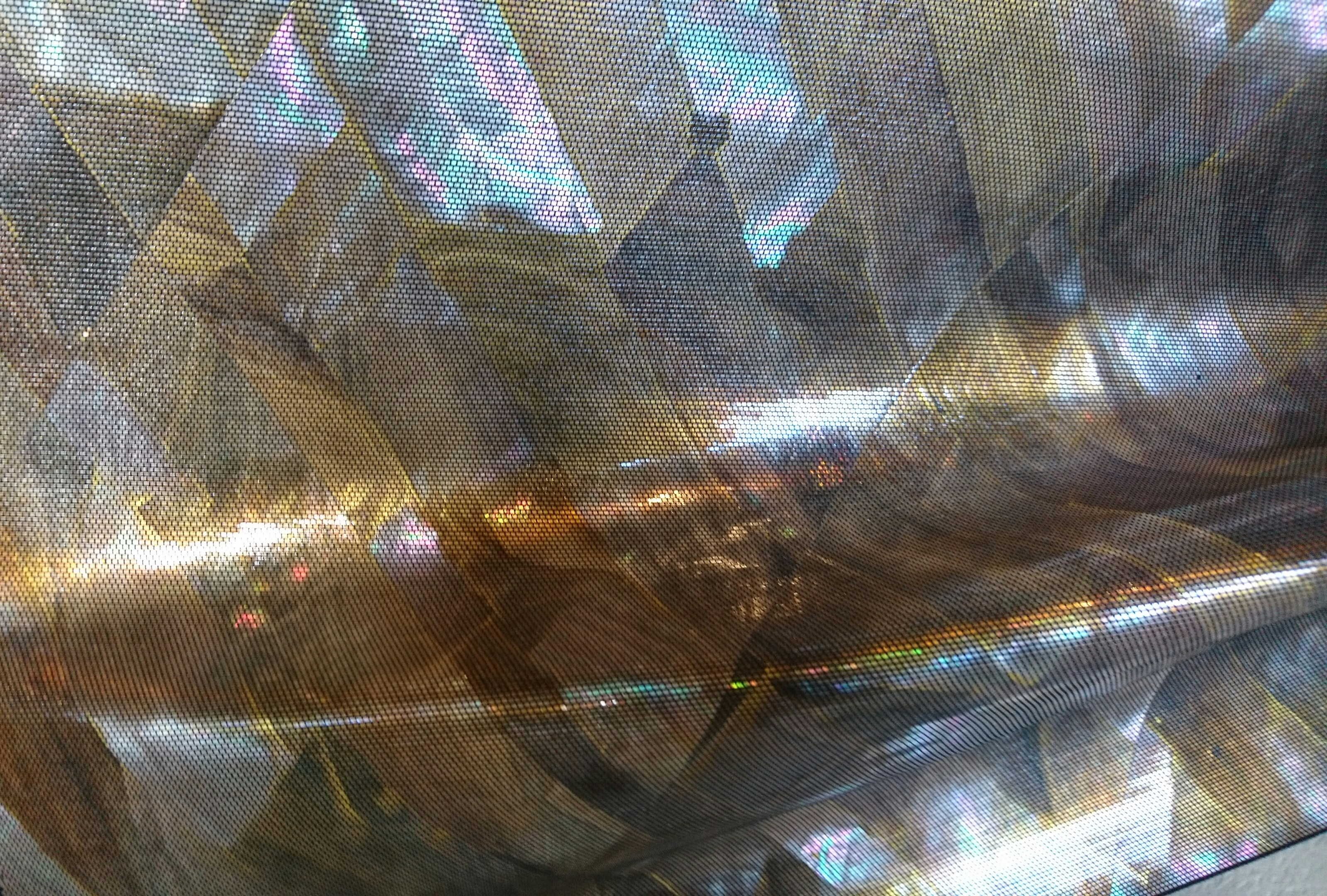
螺鈿織りの一例

螺鈿織り（らでんおり）は、京都府北部の丹後地方の伝統産業である織物の技法のひとつで、京丹後市丹後町三宅の織物業者「民谷螺鈿」が開発した貝殻を糸として布地に織り込む技法。1977年頃に民谷螺鈿の創業者・民谷勝一郎が考案し、約2年の歳月を経て完成させた。

## 製法
西陣の帯の伝統技法である引箔（和紙に金箔や銀箔を貼り、糸状に細く裁断して緯糸として織り込む技法）を応用し、厚さ0.1～0.2mmに削った板状の貝殻の真珠層を和紙などに貼り付け、糸状に細く切ったものを緯糸として織り込んでいる。割れやすい貝殻を薄く削って貼ったうえで裁断する技術や、貝殻を貼ったことで硬質に仕上がった緯糸が、柔らかい生糸の経糸を切断せずに織り込む技術など、多くの工夫がなされており、世界の高級ブランドが高く評価する素材として洋装へも活用されている。

## 特徴
黒蝶貝や夜光貝など様々な貝殻のもつ自然の色、貝殻や水晶などの裏に異なる色彩の顔料を塗り透けて見える色彩（伏彩色）と、裏に貼る和紙の色などの取り合わせで、多様な色彩を表現する。

## 民谷螺鈿の歴史
民谷螺鈿は、高度経済成長期の1970年代に京都西陣の織元と丹後地方の織手をつなぐ代行店として創業し、メーカーとしても着物の帯づくりを行っていた企業である。螺鈿織りは、創業者が「帯に蝶を織り込む」注文を受け、羽根は織り込めたものの胴体がうまくいかなかったことから、正倉院展の螺鈿細工にヒントを得て、貝殻を帯に織り込むことを考案したとされる。
2005年（平成17年）、地場産業である丹後ちりめんや、今日では希少となった伝統の藤織りとともに、「丹後テキスタイル」としてジャパンブランド育成支援事業に採択された。2006年以降、世界最大の繊維見本市「プルミエール・ビジョン」やパリコレ等に出展している。
創業者の息子で2018年（平成30年）現在、社長を務める民谷共路は、螺鈿織りの技術を応用して、従来は困難とされた和素材等を織り込んだ生地の開発を手掛け、海外市場を中心に評価を高めている。2017年（平成29年）からは、組合や行政が海外で通用する丹後ブランド商品の開発をめざしてパリから招いたデザイナー、マチルダ・ブレジョンの助言を受けつつ、絹織物に皮を織り込む独自技法で、スカーフ等を制作している
。

## 参考サイト
- ｢民谷螺鈿株式会 - 螺鈿テキスタイル｣と｢レザーテキスタイル｣を海外大手高級ブランドへ展開(中小企業庁 がんばる中小企業・小規模事業者300社)